# Ewald Bellingrath

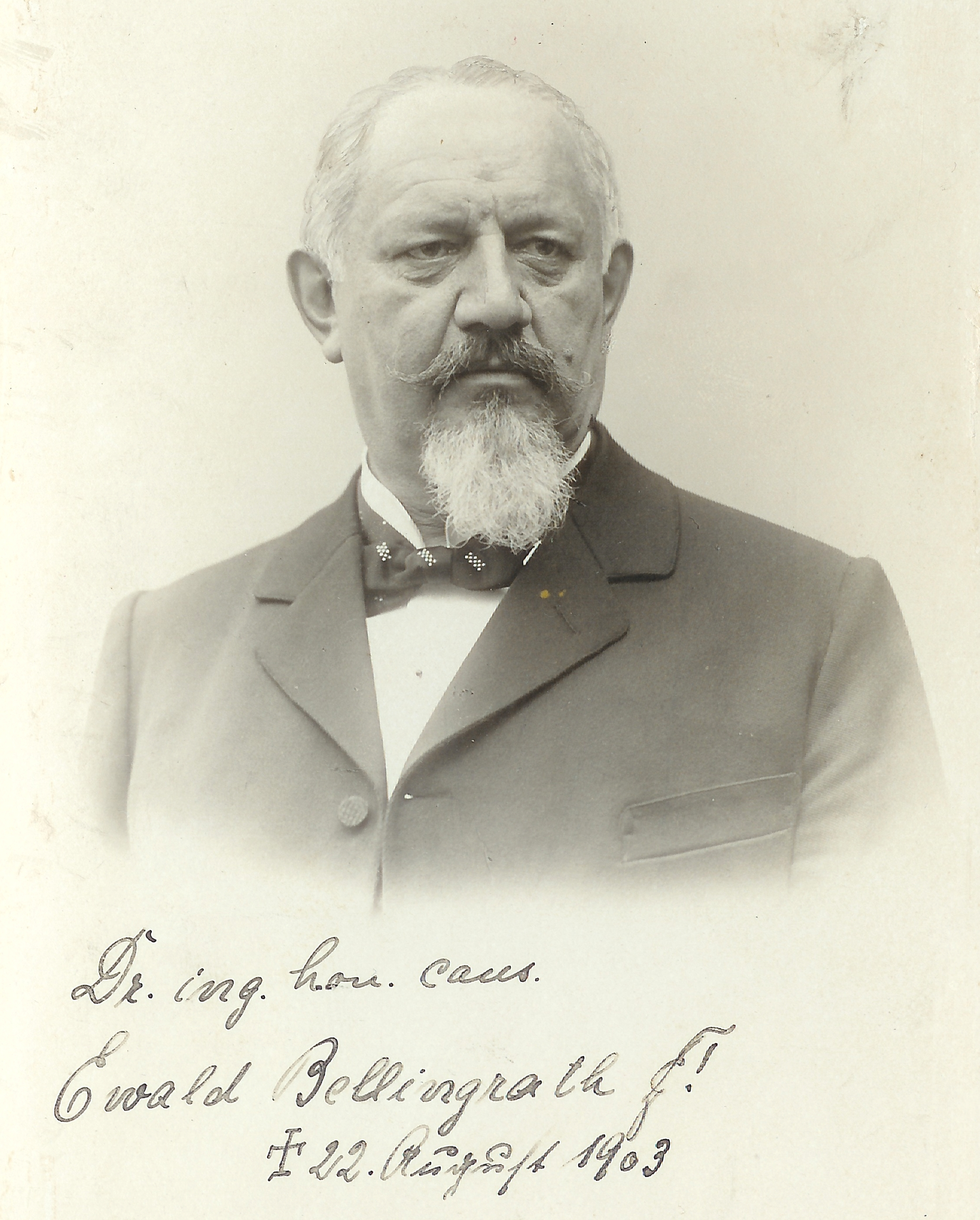
Ewald Bellingrath

Ewald Bellingrath (* 18. April 1838 in Barmen (heute Stadtteil von Wuppertal); † 22. August 1903 in Dresden) war ein deutscher Schiffskonstrukteur und Reeder.

## Leben
Der Spross einer rheinischen Industriellenfamilie studierte in Lüttich, Karlsruhe und Zürich  und war Schüler von Ferdinand Redtenbacher und Gustav Zeuner. In Karlsruhe wurde er Mitglied der Burschenschaft Teutonia. Seinen Militärdienst leistete er beim Berliner Garde-Pionier-Bataillon.

Nach ersten technischen Studien und praktischen Tätigkeiten in rheinischen Maschinenfabriken kam er 1860 nach Dresden. Dort wurde ihm bald klar, dass die dahinkümmernde, von Treideln und Segeln dominierte Elbeschifffahrt nur mithilfe moderner Technik wie der aus Frankreich stammenden und in Magdeburg bereits erprobten Kettenschifffahrt eine Zukunft hatte. Am 1. Januar 1868 gründete er die Aktiengesellschaft „Kettenschleppschiffahrt der Oberelbe“ (KSO). In der Elbe wurde eine Kette versenkt, an der sich die Kettenschleppschiffe mit ihren angehängten Lastkähnen den Strom entlang zogen. Dank der Kettenschlepper florierte der Frachtverkehr von und nach Dresden. Nachdem im Oktober 1881 die „Elb-Dampfschiffahrts-Gesellschaft in Dresden“ und am 1. Januar 1882 auch die „Vereinigte Hamburg-Magdeburger Dampfschiffahrts-Compagnie“ (VHMDC) übernommen worden waren, wurde die Reederei umbenannt in „Kette – Deutsche Elbschiffahrts-Gesellschaft“.

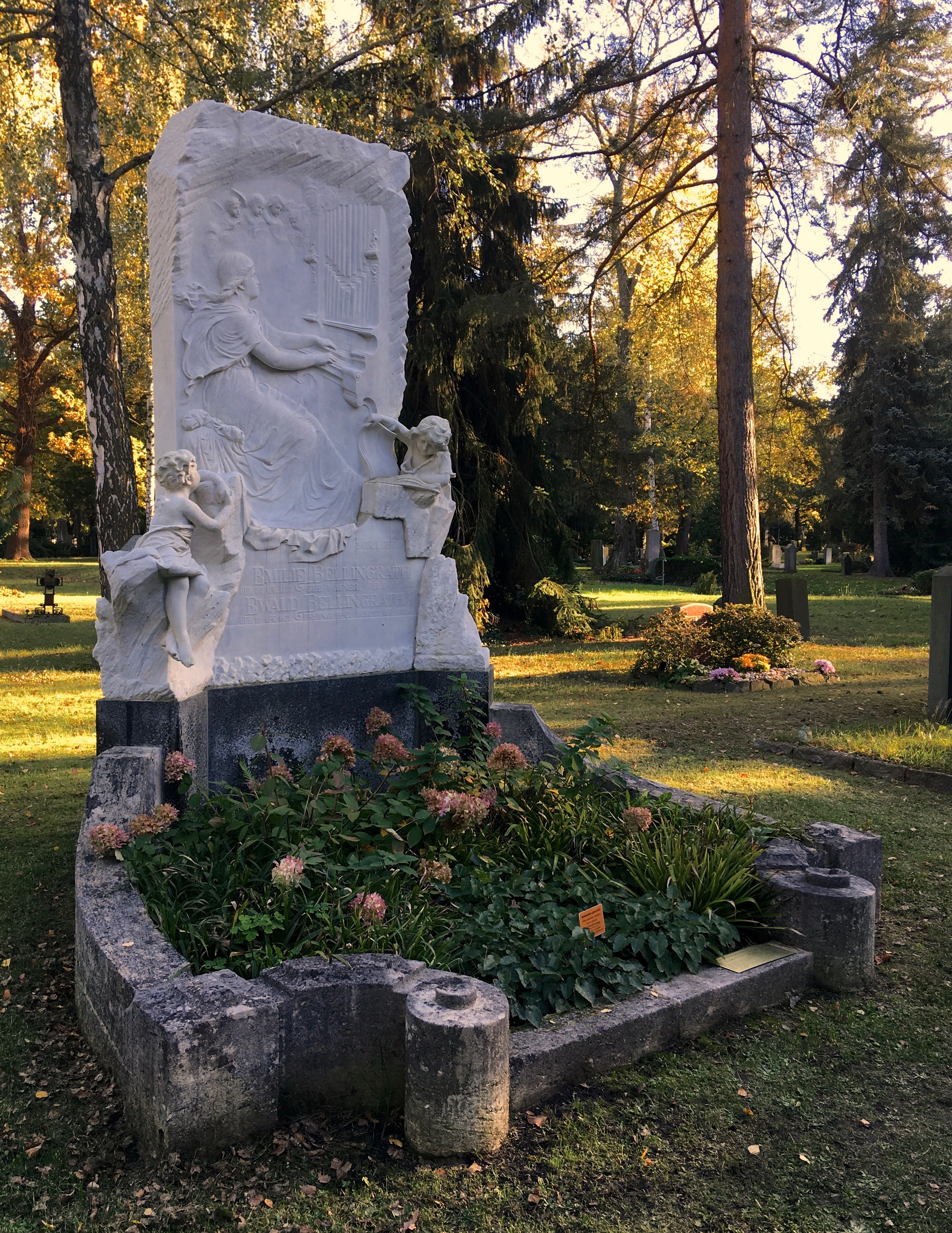
Grab von Ewald Bellingrath auf dem Johannisfriedhof in Dresden (2017)

Bereits 1877/78 erwarb Bellingraths Unternehmen die 1871 gegründete „Frachtschiffahrts-Gesellschaft in Dresden“ und damit auch deren 1873 gegründete kleine Werft in Dresden-Übigau, die in der Folge – insbesondere unter der technischen Leitung von Berthold Masing 1890–1906 – zu einer führenden Binnenschiffswerft in Deutschland ausgebaut wurde. Ende 1882 war der Besitz der „Kette“ stark angewachsen auf 27 Kettendampfer, 12 Radschleppdampfer, acht Eilgutdampfer, zwei Personendampfer, einen Bugsierdampfer und 107 Schleppkähne. 1892 wurde auf dem Werftgelände die erste Schiffbau-Versuchsanstalt Deutschlands eingerichtet, die „Anstalt zur Prüfung von Schiffswiderständen und hydrometrischen Instrumenten“, wo in enger Zusammenarbeit mit Lehrern und Studenten der TH Dresden in Modellversuchen eine günstigere Schiffsform für Binnenschiffe auf dem deutschen Kanalnetz gesucht wurde und wo der Dresdner TH-Professor Gustav Zeuner den von ihm konstruierten Turbinenpropeller mit Kontraktor (zwei Wasserturbinen, Vorläufer des heutigen Wasserstrahlantriebs, mit denen das Schiff gelenkt werden und ohne Kette talwärts fahren konnte) in einem Versuchsschiff hydrokinetisch testete. Bellingrath selbst konstruierte den hydraulischen Wagen zum Schiffstransport und 1892 das nach ihm benannte Kettengreifrad, da er erkannt hatte, dass die Kettenbrüche zu einem großen Teil durch Abnutzungserscheinungen am Trommelwindwerk verursacht wurden. Das erste mit Kettengreifrad und Wasserturbinen ausgestattete neugebaute Kettenschiff war 1894 die Gustav Zeuner.
Bellingrath trat am 1. Januar 1903 als Generaldirektor der „Kette“ zurück; Nachfolger wurde sein bisheriger Stellvertreter, Carl Philippi.
Bellingrath wurde wegen seiner hervorragenden Verdienste um die Förderung der deutschen Binnenschifffahrt von der Technischen Hochschule Dresden die Ehrendoktorwürde (Dr.-Ing. E. h.) verliehen.
Ewald Bellingrath war Gründungsmitglied der Schiffbautechnischen Gesellschaft. Dem Verein Deutscher Ingenieure (VDI) und dem Sächsischen Bezirksverein des VDI war er 1883 beigetreten. Später gehörte er dem Dresdener Bezirksverein des VDI an.

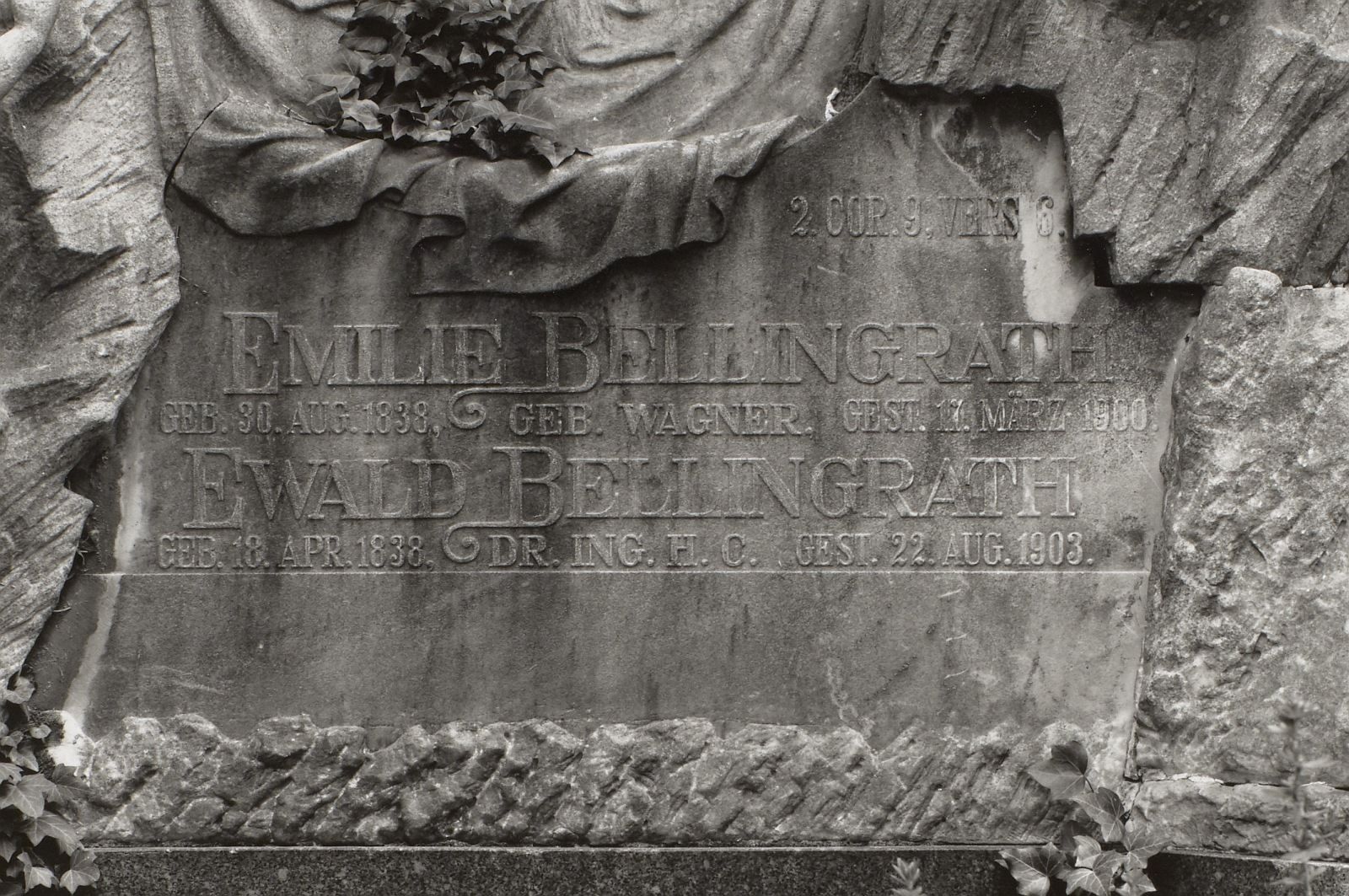
Tafel am Grabmal für Emilie und Ewald Bellingrath

Ewald Bellingrath wurde, wie auch seine Frau, die Konzertsängerin Emilie, auf dem Johannisfriedhof in Dresden beigesetzt. Nachdem sie 1901 gestorben war, heiratete Bellingrath erneut. 1903 erlag er einem Herzinfarkt. Während seiner Zeit in Dresden war er sechs Mal umgezogen.

## Ehrungen
In Dresden-Tolkewitz ist die Bellingrathstraße nach ihm benannt.